# Liroetis
Liroetis es un género de escarabajos de la familia Chrysomelidae. El género fue descrito científicamente primero por Weise en 1889. Esta es una lista de especies perteneciente a este género:
- Liroetis aeneipennis (Weise, 1889)
- Liroetis aeneoviridis Lopatin, 2004
- Liroetis alticola Jiang, 1988
- Liroetis apicalis (Gressitt & Kimoto, 1963)
- Liroetis apicicornis (Jacoby, 1896)
- Liroetis belousovi Lopatin, 2004
- Liroetis coeruleipennis Weise, 1889
- Liroetis flavipennis (Bryant, 1954)
- Liroetis grandis Chen & Jiang, 1986
- Liroetis humeralis Jiang, 1988
- Liroetis leechi (Jacoby, 1890)
- Liroetis leycesteriae Jiang, 1988
- Liroetis lonicernis Jiang, 1988
- Liroetis malayanus Medvedev, 2004
- Liroetis octopunctata (Weise, 1889)
- Liroetis paragrandis Jiang, 1988
- Liroetis prominensis Jiang, 1988
- Liroetis reitteri (Pic, 1934)
- Liroetis sichuanensis Jiang, 1988
- Liroetis spinipes (Ogloblin, 1936)
- Liroetis tibetana Jiang, 1988
- Liroetis tibialis Jiang, 1988
- Liroetis tiemuchannis Jiang, 1988
- Liroetis verticalis Jiang, 1988
- Liroetis viridipennis Kimoto, 1989
- Liroetis yulongis Jiang, 1988
- Liroetis zhongdianica Jiang, 1988